# Ciutat de Tòquio
La ciutat de Tòquio (東京市, Tōkyō-shi) fou un municipi i capital del Japó que formava part de la prefectura de Tòquio, de la qual també era capital. La ciutat va existir des de l'1 de maig de 1889 a l'1 de juliol de 1943. Posteriorment es va crear la Metròpoli de Tòquio. El territori actual d'aquell municipi el comprén ara els 23 barris especials de Tòquio.

## Història
El 1868, la ciutat medieval d'Edo, seu del bakufu Tokugawa, fou reanomenada com a Tòquio, establint-se alhora la prefectura de Tòquio (-fu). L'extensió de la prefectura de Tòquio es limitava inicialment a l'antic territori d'Edo, però ràpidament començà a expandir-se fins a una grandària comparable a la de l'actual Tòquio. El 1878, la reorganització de l'administració feta pels primers governs de l'era Meiji va subdividir les prefectures en districtes rurals o comarques (gun, que alhora es subdividien en viles i pobles i més tard reorganitzats a imatge dels cercles prussians) i en seccions o districtes urbans (ku) que equivaldrien a les actuals ciutats normals, com Hiroshima (-shi) llavors coneguda com Hiroshima-ku; mentres que les grans ciutats com Tòquio, Osaka y Kyoto es subdividien en aquests districtes urbans. A la prefectura de Tòquio es crearen inicialment quinze districtes urbans (més avall s'enumeren) i sis districtes rurals/comarques.
Al 1888, el govern central va crear l'entramat legal per a l'actual sistema de ciutats (shi) el qual garantia uns relatius i bàsics drets d'autonomia local (amb una certa semblança a les reformes locals prussianes degut a la influència de l'assessor del govern japonès Albert Mosse, prussià). No obstant això, les ciutats de Tòquio, Osaka i Kyoto no van tindre un alcalde propi inicialment, sinó que els governadors (nomenats per l'Emperador) de les respectives prefectures farien també el servei d'alcaldes. El consell municipal de Tòquio (Tōkyō-shikai) fou elegit per primera vegada en maig de 1889. Cada districte urbà també va conservar la seua pròpia assemblea o consell. El govern de la ciutat i la prefectura foren separats el 1898 i el govern central començà a nomenar un alcalde exclusiu per a la ciutat de Tòquio a partir del mateix any, tot i que conservant el govern a nivell de districte, que continua actualment en el sistema de districtes especials. Des de 1926, l'alcalde fou elegit pel consell municipal electe d'entre els seus membres. L'ajuntament de Tòquio es trobava al barri de Yūraku-chō, en el mateix lloc on avui es troba el Fòrum Internacional de Tòquio.
Tòquio va esdevindre la segona ciutat més populosa del món amb 4,9 milions de persones després d'absorbir diverses comarques i municipis propers, amb la incorporació a la ciutat d'un total de 35 districtes.
El 1943, la ciutat fou dissolta i fussionada amb el govern de la prefectura per tal de formar el Govern Metropolità de Tòquio, que fou de facto una part més del govern central del Japó ja que des de llavors el governador metropolità es convertí en un ministre més del gabinet amb responsabilitat directa front al Primer Ministre. El sistema es mantingué igual fins al 1947, quan es bastí l'actual sistema administratiu metropolità de Tòquio.

## Divisió administrativa
La llavors ciutat de Tòquio estava dividida en diferents districtes pareguts als d'avui dia.
| 1889–1920 (15 districtes)        | 1889–1920 (15 districtes)       | 1920–1932 (15 districtes)       | 1920–1932 (15 districtes)       | 1932–1936 (35 districtes) | 1936–1947 (35 districtes) | 1947-Present (23 districtes) |
| -------------------------------- | ------------------------------- | ------------------------------- | ------------------------------- | ------------------------- | ------------------------- | ---------------------------- |
| Kōjimachi                        | Kōjimachi                       | Kōjimachi                       | Kōjimachi                       | Kōjimachi                 | Kōjimachi                 | Chiyoda                      |
| Kanda                            |                                 |                                 |                                 |                           |                           | Chiyoda                      |
| Nihonbashi                       | Nihonbashi                      | Nihonbashi                      | Nihonbashi                      | Nihonbashi                | Nihonbashi                | Chūō                         |
| Kyōbashi                         |                                 |                                 |                                 |                           |                           | Chūō                         |
| Shiba                            | Shiba                           | Shiba                           | Shiba                           | Shiba                     | Shiba                     | Minato                       |
| Azabu                            |                                 |                                 |                                 |                           |                           | Minato                       |
| Akasaka                          |                                 |                                 |                                 |                           |                           | Minato                       |
| Yotsuya                          | Yotsuya                         | Yotsuya                         | Yotsuya                         | Yotsuya                   | Yotsuya                   | Shinjuku                     |
| Naitō-Shinjuku (Toyotama)        |                                 | Yotsuya                         | Yotsuya                         | Yotsuya                   | Yotsuya                   | Shinjuku                     |
| Ushigome                         |                                 |                                 |                                 |                           |                           | Shinjuku                     |
| Yodobashi (Toyotama)             | Yodobashi (Toyotama)            | Yodobashi (Toyotama)            | Yodobashi (Toyotama)            | Yodobashi                 | Yodobashi                 | Shinjuku                     |
| Ōkubo (Toyotama)                 |                                 |                                 |                                 | Yodobashi                 | Yodobashi                 | Shinjuku                     |
| Totsuka (Toyotama)               |                                 |                                 |                                 | Yodobashi                 | Yodobashi                 | Shinjuku                     |
| Ochiai (Toyotama)                |                                 |                                 |                                 | Yodobashi                 | Yodobashi                 | Shinjuku                     |
| Koishikawa                       | Koishikawa                      | Koishikawa                      | Koishikawa                      | Koishikawa                | Koishikawa                | Bunkyō                       |
| Hongō                            |                                 |                                 |                                 |                           |                           | Bunkyō                       |
| Shitaya                          | Shitaya                         | Shitaya                         | Shitaya                         | Shitaya                   | Shitaya                   | Taitō                        |
| Asakusa                          |                                 |                                 |                                 |                           |                           | Taitō                        |
| Honjo                            | Honjo                           | Honjo                           | Honjo                           | Honjo                     | Honjo                     | Sumida                       |
| Terashima (Minami-Katsushika)    | Terashima (Minami-Katsushika)   | Terashima (Minami-Katsushika)   | Terashima (Minami-Katsushika)   | Mukōjima                  | Mukōjima                  | Sumida                       |
| Azuma (Minami-Katsushika)        |                                 |                                 |                                 | Mukōjima                  | Mukōjima                  | Sumida                       |
| Sumida (Minami-Katsushika)       |                                 |                                 |                                 | Mukōjima                  | Mukōjima                  | Sumida                       |
| Fukagawa                         | Fukagawa                        | Fukagawa                        | Fukagawa                        | Fukagawa                  | Fukagawa                  | Kōtō                         |
| Kameido (Minami-Katsushika)      | Kameido (Minami-Katsushika)     | Kameido (Minami-Katsushika)     | Kameido (Minami-Katsushika)     | Jōtō                      | Jōtō                      | Kōtō                         |
| Ōjima (Minami-Katsushika)        |                                 |                                 |                                 | Jōtō                      | Jōtō                      | Kōtō                         |
| Suna (Minami-Katsushika)         |                                 |                                 |                                 | Jōtō                      | Jōtō                      | Kōtō                         |
| Shinagawa (Ebara)                | Shinagawa (Ebara)               | Shinagawa (Ebara)               | Shinagawa (Ebara)               | Shinagawa                 | Shinagawa                 | Shinagawa                    |
| Ōi (Ebara)                       |                                 |                                 |                                 | Shinagawa                 | Shinagawa                 | Shinagawa                    |
| Ōsaki (Ebara)                    |                                 |                                 |                                 | Shinagawa                 | Shinagawa                 | Shinagawa                    |
| Ebara (Ebara)                    | Ebara (Ebara)                   | Ebara (Ebara)                   | Ebara (Ebara)                   | Ebara                     | Ebara                     | Shinagawa                    |
| Meguro (Ebara)                   | Meguro (Ebara)                  | Meguro (Ebara)                  | Meguro (Ebara)                  | Meguro                    | Meguro                    | Meguro                       |
| Hibusuma (Ebara)                 |                                 |                                 |                                 | Meguro                    | Meguro                    | Meguro                       |
| Ōmori (Ebara)                    | Ōmori (Ebara)                   | Ōmori (Ebara)                   | Ōmori (Ebara)                   | Ōmori                     | Ōmori                     | Ōta                          |
| Iri-Arai (Ebara)                 |                                 |                                 |                                 | Ōmori                     | Ōmori                     | Ōta                          |
| Magome (Ebara)                   |                                 |                                 |                                 | Ōmori                     | Ōmori                     | Ōta                          |
| Ikegami (Ebara)                  |                                 |                                 |                                 | Ōmori                     | Ōmori                     | Ōta                          |
| Higashi-Chōfu (Ebara)            |                                 |                                 |                                 | Ōmori                     | Ōmori                     | Ōta                          |
| Kamata (Ebara)                   | Kamata (Ebara)                  | Kamata (Ebara)                  | Kamata (Ebara)                  | Kamata                    | Kamata                    | Ōta                          |
| Yaguchi (Ebara)                  |                                 |                                 |                                 | Kamata                    | Kamata                    | Ōta                          |
| Rokugō (Ebara)                   |                                 |                                 |                                 | Kamata                    | Kamata                    | Ōta                          |
| Haneda (Ebara)                   |                                 |                                 |                                 | Kamata                    | Kamata                    | Ōta                          |
| Setagaya (Ebara)                 | Setagaya (Ebara)                | Setagaya (Ebara)                | Setagaya (Ebara)                | Setagaya                  | Setagaya                  | Setagaya                     |
| Komazawa (Ebara)                 |                                 |                                 |                                 | Setagaya                  | Setagaya                  | Setagaya                     |
| Matsuzawa (Ebara)                |                                 |                                 |                                 | Setagaya                  | Setagaya                  | Setagaya                     |
| Tamagawa (Ebara)                 |                                 |                                 |                                 | Setagaya                  | Setagaya                  | Setagaya                     |
| Kinuta (Kita-Tama)               |                                 |                                 |                                 |                           | Setagaya                  | Setagaya                     |
| Chitose (Kita-Tama)              |                                 |                                 |                                 |                           | Setagaya                  | Setagaya                     |
| Shibuya (Toyotama)               | Shibuya (Toyotama)              | Shibuya (Toyotama)              | Shibuya (Toyotama)              | Shibuya                   | Shibuya                   | Shibuya                      |
| Sendagaya (Toyotama)             |                                 |                                 |                                 | Shibuya                   | Shibuya                   | Shibuya                      |
| Yoyohata (Toyotama)              |                                 |                                 |                                 | Shibuya                   | Shibuya                   | Shibuya                      |
| Nakano (Toyotama)                | Nakano (Toyotama)               | Nakano (Toyotama)               | Nakano (Toyotama)               | Nakano                    | Nakano                    | Nakano                       |
| Nogata (Toyotama)                |                                 |                                 |                                 | Nakano                    | Nakano                    | Nakano                       |
| Suginami (Toyotama)              | Suginami (Toyotama)             | Suginami (Toyotama)             | Suginami (Toyotama)             | Suginami                  | Suginami                  | Suginami                     |
| Wadabori (Toyotama)              |                                 |                                 |                                 | Suginami                  | Suginami                  | Suginami                     |
| Iogi (Toyotama)                  |                                 |                                 |                                 | Suginami                  | Suginami                  | Suginami                     |
| Takaido (Toyotama)               |                                 |                                 |                                 | Suginami                  | Suginami                  | Suginami                     |
| Sugamo (Kita-Toshima)            | Sugamo (Kita-Toshima)           | Sugamo (Kita-Toshima)           | Sugamo (Kita-Toshima)           | Toshima                   | Toshima                   | Toshima                      |
| Nishi-Sugamo (Kita-Toshima)      |                                 |                                 |                                 | Toshima                   | Toshima                   | Toshima                      |
| Nagasaki (Kita-Toshima)          |                                 |                                 |                                 | Toshima                   | Toshima                   | Toshima                      |
| Takada (Kita-Toshima)            |                                 |                                 |                                 | Toshima                   | Toshima                   | Toshima                      |
| Takinogawa (Kita-Toshima)        | Takinogawa (Kita-Toshima)       | Takinogawa (Kita-Toshima)       | Takinogawa (Kita-Toshima)       | Takinogawa                | Takinogawa                | Kita                         |
| Ōji (Kita-Toshima)               | Ōji (Kita-Toshima)              | Ōji (Kita-Toshima)              | Ōji (Kita-Toshima)              | Ōji                       | Ōji                       | Kita                         |
| Iwabuchi (Kita-Toshima)          |                                 |                                 |                                 | Ōji                       | Ōji                       | Kita                         |
| Minami-Senju (Kita-Toshima)      | Minami-Senju (Kita-Toshima)     | Minami-Senju (Kita-Toshima)     | Minami-Senju (Kita-Toshima)     | Arakawa                   | Arakawa                   | Arakawa                      |
| Mikawashima (Kita-Toshima)       |                                 |                                 |                                 | Arakawa                   | Arakawa                   | Arakawa                      |
| Nippori (Kita-Toshima)           |                                 |                                 |                                 | Arakawa                   | Arakawa                   | Arakawa                      |
| Ogu (Kita-Toshima)               |                                 |                                 |                                 | Arakawa                   | Arakawa                   | Arakawa                      |
| Itabashi (Kita-Toshima)          | Itabashi (Kita-Toshima)         | Itabashi (Kita-Toshima)         | Itabashi (Kita-Toshima)         | Itabashi                  | Itabashi                  | Itabashi                     |
| Kami-Itabashi (Kita-Toshima)     |                                 |                                 |                                 | Itabashi                  | Itabashi                  | Itabashi                     |
| Shimura (Kita-Toshima)           |                                 |                                 |                                 | Itabashi                  | Itabashi                  | Itabashi                     |
| Akatsuka (Kita-Toshima)          |                                 |                                 |                                 | Itabashi                  | Itabashi                  | Itabashi                     |
| Nerima (Kita-Toshima)            | Nerima (Kita-Toshima)           | Nerima (Kita-Toshima)           | Nerima (Kita-Toshima)           | Itabashi                  | Itabashi                  | Nerima                       |
| Kami-Nerima (Kita-Toshima)       |                                 |                                 |                                 | Itabashi                  | Itabashi                  | Nerima                       |
| Naka-Arai (Kita-Toshima)         |                                 |                                 |                                 | Itabashi                  | Itabashi                  | Nerima                       |
| Shakujii (Kita-Toshima)          |                                 |                                 |                                 | Itabashi                  | Itabashi                  | Nerima                       |
| Ōizumi (Kita-Toshima)            |                                 |                                 |                                 | Itabashi                  | Itabashi                  | Nerima                       |
| Senju (Minami-Adachi)            | Senju (Minami-Adachi)           | Senju (Minami-Adachi)           | Senju (Minami-Adachi)           | Adachi                    | Adachi                    | Adachi                       |
| Umejima (Minami-Adachi)          |                                 |                                 |                                 | Adachi                    | Adachi                    | Adachi                       |
| Nishi-Arai (Minami-Adachi)       |                                 |                                 |                                 | Adachi                    | Adachi                    | Adachi                       |
| Kōhoku (Minami-Adachi)           |                                 |                                 |                                 | Adachi                    | Adachi                    | Adachi                       |
| Toneri (Minami-Adachi)           |                                 |                                 |                                 | Adachi                    | Adachi                    | Adachi                       |
| Ikō (Minami-Adachi)              |                                 |                                 |                                 | Adachi                    | Adachi                    | Adachi                       |
| Fuchie (Minami-Adachi)           |                                 |                                 |                                 | Adachi                    | Adachi                    | Adachi                       |
| Higashi-Fuchie (Minami-Adachi)   |                                 |                                 |                                 | Adachi                    | Adachi                    | Adachi                       |
| Hanahata (Minami-Adachi)         |                                 |                                 |                                 | Adachi                    | Adachi                    | Adachi                       |
| Ayase (Minami-Adachi)            |                                 |                                 |                                 | Adachi                    | Adachi                    | Adachi                       |
| Honden (Minami-Katsushika)       | Honden (Minami-Katsushika)      | Honden (Minami-Katsushika)      | Honden (Minami-Katsushika)      | Katsushika                | Katsushika                | Katsushika                   |
| Okudo (Minami-Katsushika)        |                                 |                                 |                                 | Katsushika                | Katsushika                | Katsushika                   |
| Minami-Ayase (Minami-Katsushika) |                                 |                                 |                                 | Katsushika                | Katsushika                | Katsushika                   |
| Kameao (Minami-Katsushika)       |                                 |                                 |                                 | Katsushika                | Katsushika                | Katsushika                   |
| Niijuku (Minami-Katsushika)      |                                 |                                 |                                 | Katsushika                | Katsushika                | Katsushika                   |
| Kanamachi (Minami-Katsushika)    |                                 |                                 |                                 | Katsushika                | Katsushika                | Katsushika                   |
| Mizumoto (Minami-Katsushika)     |                                 |                                 |                                 | Katsushika                | Katsushika                | Katsushika                   |
| Komatsugawa (Minami-Katsushika)  | Komatsugawa (Minami-Katsushika) | Komatsugawa (Minami-Katsushika) | Komatsugawa (Minami-Katsushika) | Edogawa                   | Edogawa                   | Edogawa                      |
| Matsue (Minami-Katsushika)       |                                 |                                 |                                 | Edogawa                   | Edogawa                   | Edogawa                      |
| Mizue (Minami-Katsushika)        |                                 |                                 |                                 | Edogawa                   | Edogawa                   | Edogawa                      |
| Kasai (Minami-Katsushika)        |                                 |                                 |                                 | Edogawa                   | Edogawa                   | Edogawa                      |
| Shikamoto (Minami-Katsushika)    |                                 |                                 |                                 | Edogawa                   | Edogawa                   | Edogawa                      |
| Shinozaki (Minami-Katsushika)    |                                 |                                 |                                 | Edogawa                   | Edogawa                   | Edogawa                      |
| Koiwa (Minami-Katsushika)        |                                 |                                 |                                 | Edogawa                   | Edogawa                   | Edogawa                      |

## Alcaldes
Com ja s'ha dit abans, els primers alcaldes de Tòquio eren els governadors de la mateixa prefectura, en concret, des de l'1 de maig de 1889 fins l'1 d'octubre de 1898. Des de 1898 fins al 1926 els alcaldes foren nomenats pel govern central fins que finalment van ser elegits pel consell municipal d'entre els seus membres.
| #   | President          | Inici | Fi   | Partit | Partit | #  | President           | Inici | Fi   | Partit | Partit |
| (1) | Goroku Takasaki    | 1889  | 1890 |        | Ind    | 7  | Hidejirō Nagata     | 1923  | 1924 |        | Ind    |
| (2) | Mochiaki Hachisuka | 1890  | 1891 |        | Ind    | 8  | Yoshikoto Nakamura  | 1924  | 1926 |        | RS     |
| (3) | Tetsunosuke Tomita | 1891  | 1893 |        | Ind    | 9  | Takio Isawa         | 1926  | 1926 |        | Ind    |
| (4) | Yasushi Miura      | 1893  | 1896 |        | Ind    | 10 | Hiromichi Nishikubo | 1926  | 1927 |        | Ind    |
| (5) | Michitsune Koga    | 1896  | 1897 |        | Ind    | 11 | Otohiko Ichiki      | 1928  | 1929 |        | Ind    |
| (6) | Nagamoto Okabe     | 1897  | 1898 |        | Ind    | 12 | Zenjirō Horikiri    | 1929  | 1930 |        | Ind    |
| (7) | Ryū Koizuka        | 1898  | 1898 |        | PP     | 13 | Hidejirō Nagata     | 1930  | 1933 |        | Ind    |
| 1   | Hideo Matsuda      | 1898  | 1903 |        | PP     | 14 | Toratarō Ushizuka   | 1933  | 1937 |        | Ind    |
| 2   | Yukio Ozaki        | 1903  | 1912 |        | RS     | 15 | Ichita Kobashi      | 1937  | 1939 |        | RM     |
| 3   | Yoshirō Sakatani   | 1912  | 1915 |        | Ind    | 16 | Keikichi Tanomogi   | 1939  | 1940 |        | RM     |
| 4   | Yoshito Okuda      | 1915  | 1917 |        | RS     | 17 | Tomejirō Ōkubo      | 1940  | 1942 |        | ASI    |
| 5   | Inajirō Tajiri     | 1918  | 1920 |        | Ind    | 18 | Ayao Kishimoto      | 1942  | 1943 |        | ASI    |
| 6   | Gotō Shinpei       | 1920  | 1923 |        | Ind    |    |                     |       |      |        |        |